# 仙波純一
仙波 純一（せんば じゅんいち、1951年 - ）は、日本の精神科医（医学博士）。放送大学名誉教授。専門は臨床精神医学。

## 来歴
愛媛県生まれ、横浜市育ち。東京医科歯科大学医学部医学科卒業。東京医科歯科大学神経精神医学教室助手（1987年 - 1991年）、放送大学教養学部助教授（1993年 - 2000年）、同教授（2000年 - 2006年）を歴任。2006年に放送大学を退職し、同大学名誉教授・さいたま市立病院精神科（現・総合診療科）部長に就任。

## 著書・編著・共著・翻訳
- 現代の精神保健（放送大学教育振興会 1995年）
- 脳と生体統御（放送大学教育振興会 1997年）
- 脳と生体統御 新訂（放送大学教育振興会 1998年）
- こころの健康科学（放送大学教育振興会 1999年）
- 精神薬理学エセンシャルズ 神経科学的基礎と応用（/訳）（メディカル・サイエンス・インターナショナル 1999年）
- 根拠にもとづく精神科薬物療法（/訳）（メディカル・サイエンス・インターナショナル 2000年）
- 精神医学（放送大学教育振興会 2002年）
- 精神薬理学エセンシャルズ 神経科学的基礎と応用（/訳）（メディカル・サイエンス・インターナショナル2002年）
- 患者から見た医療（放送大学教育振興会 2003年）
- 疾病の成立と回復促進 新訂（放送大学教育振興会 2005年）
- 精神医学（放送大学教育振興会 2006年）
- 精神科治療薬処方ガイド（/訳）（メディカル・サイエンス・インターナショナル 2006年）
- 精神科症例報告の上手な書きかた (星和書店 2008年）
- 精神医学特論（放送大学教育振興会、2010年）